# Przełęcz Semmering
Przełęcz Semmering (niem. Semmeringpass) – przełęcz w Alpach, na terenie Austrii, między Dolną Austrią i Styrią. Na przełęczy znajduje się miejscowość turystyczno-uzdrowiskowa Semmering.
Przełęcz jest położona na wysokości 984 m n.p.m. i jest najważniejszym przejściem między oboma krainami w Austrii. W 1854 roku poprowadzono przez nią linię kolejową z licznymi tunelami. W 1998 roku ten odcinek linii kolejowej został dodany do listy światowego dziedzictwa UNESCO. Przez przełęcz przebiegają też bardzo ważne połączenia drogowe z Wiednia do Klagenfurtu i do Włoch.
W 2004 roku otwarto prowadzący pod przełęczą tunel drogowy w ciągu drogi ekspresowej S6.

## Semmeringbahn
Linia kolejowa Semmering o długości 41 km była pierwszą linią normalnotorowej kolei górskiej w Europie. Została zaprojektowana przez austriackiego inżyniera Carla von Ghega odpowiedzialnego za budowę linii Wiedeń – Triest i zbudowana w latach 1848–1854. Współautorem projektu linii kolejowej był Polak Jan Antoni Lewicki.

### Historia
Von Ghega opracował projekt po przestudiowaniu 39 linii kolejowych w Stanach Zjednoczonych i sporządzeniu szczegółowych map terenów wokół przełęczy. Aby sporządzić odpowiednio dokładne mapy von Ghega wynalazł nowe instrumenty pomiarowe. Von Ghega wytyczył kilka alternatywnych linii, po czym wybrał jedną, której budowa nie wymagała zbyt wielu tuneli. Plan von Ghegy został ukończony w 1847 roku i zakładał budowę linii o długości 42 km, z 22 większymi mostami i wiaduktami oraz tunelem o długości 1200 m. Projekt został zaakceptowany do realizacji przez austriackiego ministra robot publicznych w czerwcu 1848 roku, pomimo protestów prasy i inżynierów. 
Prace rozpoczęto w sierpniu 1848 roku – linia została podzielona na 14 odcinków, których budowę powierzono 14 różnym firmom. Z początku przy budowie zatrudnionych było 1421 pracowników, a wraz z rozwojem prac ich liczba wzrosła do 20 tys.. Linia wymagała budowy nowej lokomotywy, zdolnej do prowadzenia pociągu w ostrych zakrętach i przy wysokim nachyleniu terenu. W 1850 roku cztery firmy przystąpiły do konkursu, jednak żaden z ich projektów nie spełniał wymogów eksploatacji linii. Promień łuku górskiego toru kolejowego był mały, a parowozy, by mieć odpowiednią moc na trasę górską były ciężkie i długie. Osie w ostoi były osadzone sztywno, co powodowało wykolejanie. Wyzwaniem była taka budowa parowozu, by był on na tyle elastyczny by pokonać ciasne łuki, a jednocześnie na tyle sztywny, by przy większych prędkościach zagwarantować spokojną jazdę. 
Zaprojektowanie nowej lokomotywy powierzono austriackiemu inżynierowi Wilhelmowi Engerthowi (1814–1884), który wykorzystując najlepsze pomysły z wcześniejszych projektów, stworzył parowóz wieloczłonowy i natychmiast podjęto produkcję 26 lokomotyw Engertha.         
Linia została zelektryfikowana w latach 1957–1959.
Dzięki zbudowaniu linii kolejowej na przełęczy wybudowano pierwszy alpejski kurort – Semmering.  

### Przebieg linii
Linia rozpoczyna się w Gloggnitz na wysokości 436 m n.p.m. i kończy się w Mürzzuschlag na wysokości 677 m n.p.m. Najwyższy punkt linia osiąga na 29 km – 896 m n.p.m. Dla potrzeb linii zbudowano 14 tuneli o łącznej długości 1 477 metrów oraz 14 wiaduktów o łącznej długości 1 477 metrów – tunele i wiadukty stanowią 20% linii. Ponadto linia wykorzystuje 118 mniejszych kamiennych mostów łukowych i 11 mostów stalowych. Wzdłuż linii wzniesiono 57 dwupiętrowych kamiennych budynków zaplecza technicznego o charakterystycznym wykończeniu dekoracyjnymi cegłami. Budynki te rozmieszczono w odległości ok. 700 m od siebie. Przebieg linii:
Odcinek Gloggnitz–Payerbach:
- Dworzec w Gloggnitz (439 m n.p.m.)
- Stacja Schlöglmühl (458 m n.p.m.)
- Stacja Payerbach-Reichenau (493 m n.p.m.)

Odcinek Schwarzatal–Eichenberg:
- Wiadukt Schwarzatal przez dolinę rzeki Schwarzy
- Wiadukt Payerbachgraben
- Stacja Küb (543 m n.p.m.)
- Wiadukt Kübgraben
- Tunel Pettenbach (dług. 185,25 m)
- Wiadukt Höllgraben
- Tunel Steinbauer (dług. 87,66 m)
- Wiadukt Abfaltersbachgraben
- Stacja Eichberg (609 m n.p.m.)

Odcinek dolina rzeki Auerbach – Klamm-Schottwien:
- Tunel Eichberg (dług. 88,80 m)
- Tunel Geyregger (dług. 80,95 m)
- Tunel Rumpler (dług. 52,36 m)
- Stacja Klamm-Schottwien (699 m n.p.m.)

Odcinek tunel Klamm–Mürzzuschlag:
- Tunel Klamm (dług. 190,83 m)
- Wiadukt Wagnergraben
- Wiadukt Gamperlgraben
- Tunel Gamperl (dług. 78,2 m)
- Wiadukt Rumplergraben
- Tunel Weinzettelwand (dług. 688 m)
- Tunel Weinzettelfeld (dług. 238,96 m)
- Stacja Breitenstein (791 m n.p.m.)
- Tunel Kleiner Krausel (dług. 13,82 m)
- Wiadukt Krausel-Klause
- Tunel Polleros (337 m)
- Wiadukt Kalte-Rinne
- Wiadukt Adlitzgraben
- Tunel Weberkogel (dług. 406,91 m)
- Tunel Wolfsberg (dług. 439,53 m)
- Stacja w Wolfsbergkogel (883 m n.p.m.)
- Wiadukt Kartnerkogel
- Stacja Semmering (896 m n.p.m.)
- Stary i nowy tunel Semmering (dług. 1512 m)
- Wiadukt Steinhaus
- Stacja Steinhaus (838 m n.p.m.)
- Wiadukt Holzergraben
- Wiadukt bei Jauern
- Stacja Spital am Semmering (789 m n.p.m.)
- Wiadukt Fröschnitzbach
- Stacja w Mürzzuschlag (681 m n.p.m.)